# Eiko Minami
Eiko Minami (南 栄子 Minami Eiko?, 20 de febrero de 1909-? desconocido)fue una actriz y bailarina japonesa.

## Biografía
Eiko Minami nació como Sakae Gosha (五社 栄 Gosha Sakae?) en 1909 en la Prefectura de Hiroshima. Minami hizo un contrato con la compañía Shōchiku después de su fundación en 1922, convirtiéndose en una de las primeras bailarinas de la compañía. Mientras mantenía el contrato con Shōchiku, empezó a estudiar danza con la bailarina rusa Xenia Makletzova. A lo largo de su carrera, Minami estaba más activa en el teatro, aunque hizo por lo menos 2 películas. Su papel más famoso fue su interpretación de una bailarina de un hospital psiquiátrico en la película de 1926 de Teinosuke Kinugasa Una página de locura. Su segundo y papel final fue en la película Tabigeinin de 1927, fue dirigido por Yutaka Abe y Yasunaga Higashibōjō. La película está considerada como perdida y se desconoce que papel interpretó Minami.
Después de su retiro en la actuación, Minami enseñó y coreografió a varios bailarines en películas de la empresa productora Nikkatsu Corporation, Minami también enseñó danza para la escuela Nihon Eiga Haiyū Gakkō, una escuela de actuación que fue fundada en 1923 por el director Biyō Minaguchi (水口薇陽). Más tarde, Minami fundó su propia escuela, Minami Buyō Kenkyūsho, donde enseñó danza a varios estudiantes.

## Filmografía
- Una página de locura (1926) - Bailarina
- Tabigeinin (1927)